# Claude Pichois
Claude Pichois, nascido a 21 de julho de 1925 em Paris 17 e falecido a 12 de outubro de 2004 em Neuilly-sur-Seine, é um académico francês, especialista em literatura francesa do século XIX, nomeadamente Philarète Chasles e Charles Baudelaire.
Estudou na HEC Paris e na Universidade de Sorbonne. Lecionou na Universidade Vanderbilt durante muitos anos.
Publicou extensivamente sobre Baudelaire e colaborou com académicos como Jacques Crepet e Jean Ziegler. Escreveu também sobre autores franceses clássicos como Gérard Nerval e Colette. A sua vida de Colette (coescrita com Alain Brunet) ganhou um Prémio Goncourt.